# Румен Босилков
Румен Недялков Босилков е български футболист, външен халф. Висок е 170 см и тежи 69 кг. Играл е за Академик (Свищов), Янтра, Ботев (Враца), Свиленград, Несебър, Вихрен и Рилски спортист. В А група има 46 мача и 9 гола. Играл е един полусезон за Корсхолм (Финландия). През пролетта на 2007 г. играе за Добруджа (Добрич), където се превръща в любимец на публиката със сърцатата си игра.

## Статистика по сезони
- Янтра – 1992/93 – A група, 8 мача/1 гол
- Ботев (Враца) – 1994/пр. - Б група, 6/0
- Янтра – 1994/95 – Б група, 19/2
- Янтра – 1995/96 – Б група, 21/3
- Янтра – 1996/97 – Б група, 29/3
- Янтра – 1997/98 – Б група, 25/4
- Ботев (Враца) – 1998/99 – Б група, 27/3
- Ботев (Враца) – 1999/ес. - Б група, 10/4
- Академик (Св) – 2000/пр. - В група, 15/7
- Академик (Св) – 2000/01 – Б група, 26/4
- Академик (Св) – 2001/ес. - Б група, 9/1
- Свиленград – 2002/пр. - Б група, 12/4
- Несебър – 2002/03 – В група, 27/12
- Несебър – 2003/04 – Б група, 26/5
- Несебър – 2004/05 – A група, 23/5
- Вихрен – 2005/ес. - A група, 8/2
- Рилски спортист – 2006/пр. - A група, 7/1
- Корсхолм – 2006/есен - Финландска Втора Дивизия, 14/6
- Добруджа (Добрич) – 2007/пролет - Източна Б група, 13/3